# Яковче Кръстев
Яковче Кръстев е български строител от края на XIX и началото на XX век.

## Биография
Яковче Кръстев е роден в град Дебър в 1854 година. На 12 години започва да изучава дюлгерския занаят като четири години е чирак и три години е калфа. На 15 години се установява във Видин. Към 1877 година става майстор строител. През 20-те години на XX век е председател на Видинското дюлгерско-каменоделско, столарско и тенекеджийско еснафско сдружение.
В 1885 година след избухването на Сръбско-българската война е доброволец в Българската армия и е знаменосец в доброволческата дружина „Сливница“. Доброволец е и при избухването на Балканската война в 1912 година.